# Åndsfrihed
Åndsfrihed er friheden til at tænke og danne sig sine egne meninger og forestillinger.
Åndsfrihed er en vigtig del af dansk kultur og er blandt andet sikret i Grundloven, der sikrer religionsfrihed (§ 67), personlig frihed (§ 71) og forbyder censur (§ 77).

## Indhold
Tanken om åndsfrihed rummer blandt andet ytringsfrihed og religionsfrihed. I en vestlig sammenhæng kan tanken føres tilbage til oplysningstidens kamp mod magtmisbrug og undertrykkelse. I en international sammenhæng er tanken en del af menneskerettighedernes forsvar for ytringsfrihed, religionsfrihed og tankefrihed.
Åndsfrihed er det modsatte af censur og undertrykkelse af religions- og ytringsfrihed. Religionsfrihed er retten til at have den religion, man selv ønsker. Ytringsfrihed er retten til at ytre sine egne meninger og forestillinger uden, at det kræver andres godkendelse. Censur er at tilbageholde eller redigere ytringer, før de når offentligheden, af moralske, religiøse, kommercielle, ideologiske eller politiske hensyn.

## I Danmark
Tanken om åndsfrihed blev i Danmark blandt andet formuleret af N.F.S. Grundtvig og har fået en væsentlig betydning for grundlaget for det demokratiske samfund. Den danske folkeskole bygger herunder på tanken om åndsfrihed, der indgår i formålsparagraffen..

## Aktualitet
Ifølge nogle kritikere er åndsfriheden under pres i Danmark, da friheden til at have egne religiøse og politiske overbevisninger i stigende grad antageligt bliver begrænset. I den forbindelse er der opstået en tiltagende dansk interesse for begrebet, som dels hænger sammen med et internationalt fokus på betydningen af religionsfrihed og ytringsfrihed.